# Let’s Talk About Sex (1998)
Let’s Talk About Sex ist ein US-amerikanisches Filmdrama aus dem Jahr 1998. Regie führte Troy Beyer, die auch das Drehbuch schrieb und eine der Hauptrollen übernahm.

## Handlung
Jasmine Hampton, Michelle und Lena wohnen gemeinsam in einer Wohnung in Miami. Hampton arbeitet für eine Zeitung und träumt vom Moderieren einer Fernsehsendung. Während eines Bewerbungsgesprächs hört sie, dass sie eine Probe der von ihr geplanten Sendung Girl Talk einreichen soll.
Die Frauen laden ihre Mütter zum Muttertag ein. Michelles Mutter, die erneut heiratete und aus der zweiten Ehe Kinder hat, erscheint nicht. Sie wird später von Michelle besucht.
Hampton interviewt an einem Wochenende zahlreiche Frauen über derer Sexualleben und schneidet die Interviews zusammen. Einige der Frauen sind lesbisch, eine davon erzählt über lesbische Oralpraktiken. Eine Frau ist stark dominant – ihre Aussage regt die anwesende Michelle auf.
Michelles Schwester kommt und erzählt über ihren Streit mit ihrer Lebensgefährtin Drew, nachdem sie einen Seitensprung auf Video aufnahm. Etwas später kommt Drew und versöhnt sich mit der Frau. Das fertige Band mit Interviews wird irrtümlich anstelle von jenem mit dem lesbischen Sex verbrannt. Die trauernde Hampton wird von ihren Mitbewohnerinnen getröstet. Hamptons Freund Michael macht ihr zum Filmende einen Heiratsantrag, den sie annimmt.

## Kritiken
James Berardinelli schrieb auf ReelViews, das Drehbuch sei derart „furchtbar“, dass es kaum zu glauben sei, dass es einen Produzenten gefunden habe. Die drei stereotypen Hauptcharaktere seien wenig entwickelt. Die Kameraeinstellungen und die Schnitte würden an MTV erinnern. Beyers Bandbreite als Darstellerin sei eingeschränkt.
Roger Ebert schrieb in der Chicago Sun-Times vom 11. September 1998, der Film wirke wie zwei verschiedene schlechte Filme, die um die Leinwandzeit konkurrieren würden („plays like two bad films trying to elbow each other out of the frame“). Die Interviews würden wirken wie scharfe Kritik auf dem Penthouse Forum und würden die Männerwelt in einem schlechten Licht zeigen.

## Hintergründe
Der Film wurde in Miami gedreht. Seine Produktionskosten betrugen schätzungsweise 300 Tsd. US-Dollar. Der Film spielte in den Kinos der USA ca. 418 Tsd. US-Dollar ein.